# Fußball-Weltmeisterschaft 2014/Kamerun
Dieser Artikel behandelt die kamerunische Fußballnationalmannschaft bei der Fußball-Weltmeisterschaft 2014. Kamerun nahm zum siebten Mal an der Endrunde und zum ersten Mal an einer Endrunde in Südamerika teil. Keine afrikanische Mannschaft nahm häufiger teil.

## Qualifikation
Kamerun qualifizierte sich über die CAF-Qualifikation. In der Gruppenphase der 2. Runde traf die Mannschaft auf Libyen, die Demokratische Republik Kongo und Togo. Alle Heimspiele wurden im Ahmadou-Ahidjo-Stadion in der Hauptstadt Yaoundé ausgetragen. Kamerun begann die Qualifikation unter dem französischen Trainer Denis Lavagne, der aber nach der Niederlage im zweiten Spiel entlassen wurde. Im dritten Spiel wurde die Mannschaft von Interimstrainer Jean-Paul Akono betreut. Danach übernahm Volker Finke das Traineramt, unter dem dann der Gruppensieg und damit den Einzug in die Playoff-Runde perfekt gemacht wurde. Dabei fiel die Entscheidung erst am letzten Spieltag im direkten Aufeinandertreffen mit Libyen. Aufgrund des Sieges gegen Libyen war es dann auch nicht mehr relevant, dass die FIFA die Niederlage gegen Togo am 9. Juni in einen Sieg für Kamerun umgewandelt hat. Kamerun erzielte von allen qualifizierten afrikanischen Mannschaften die wenigsten Tore in der Gruppenphase – bei Nichtanrechnung der 3 Tore, die ihnen am grünen Tisch zugesprochen wurden.

### Gruppenphase
| Pl. | Team                         | Sp. | S | U | N | Tore    | Diff. | Punkte |
| --- | ---------------------------- | --- | - | - | - | ------- | ----- | ------ |
| 1.  | Kamerun                      | 6   | 4 | 1 | 1 | 008:300 | +5    | 13     |
| 2.  | Libyen                       | 6   | 2 | 3 | 1 | 005:300 | +2    | 09     |
| 3.  | Demokratische Republik Kongo | 6   | 1 | 3 | 2 | 003:300 | ±0    | 06     |
| 4.  | Togo                         | 6   | 1 | 1 | 4 | 004:110 | −7    | 04     |

Spielergebnisse
| Datum      | Ort            | Heimmannschaft | - | Gast     | Ergebnis  | Torschützen für Kamerun  |
| ---------- | -------------- | -------------- | - | -------- | --------- | ------------------------ |
| 02.06.2012 | Yaoundé        | Kamerun        | – | DR Kongo | 1:0 (0:0) | Choupo-Moting (54./Elfm) |
| 10.06.2012 | Sfax (TUN) I1  | Libyen         | – | Kamerun  | 2:1 (1:1) | Choupo-Moting (15.)      |
| 23.03.2013 | Yaoundé        | Kamerun        | – | Togo     | 2:1 (1:1) | Eto’o (41./Elfm., 82.)   |
| 09.06.2013 | Lomé (TGO)     | Togo           | – | Kamerun  | 0:3 I2    |                          |
| 16.06.2013 | Kinshasa (COD) | DR Kongo       | – | Kamerun  | 0:0       |                          |
| 08.09.2013 | Yaoundé        | Kamerun        | – | Libyen   | 1:0 (1:0) | Chedjou (41.)            |

### Playoff-Spiele
Spielergebnisse
| Datum      | Ort         | Heimmannschaft | - | Gast     | Ergebnis  | Torschützen für Kamerun                       |
| ---------- | ----------- | -------------- | - | -------- | --------- | --------------------------------------------- |
| 13.10.2013 | Radès (TUN) | Tunesien       | – | Kamerun  | 0:0       |                                               |
| 17.11.2013 | Yaoundé     | Kamerun        | – | Tunesien | 4:1 (2:0) | Webo (3.), Moukandjo (29.), Makoun (65., 85.) |

Insgesamt wurden in den 8 Spielen 32 Spieler eingesetzt. Nur Alexandre Song kam in allen Spielen zum Einsatz. Beste Torschützen waren mit je zwei Toren Eric Maxim Choupo-Moting, Jean Makoun und Samuel Eto’o.

## Vorbereitung
Testspiele:
- 05. März in Leiria gegen Portugal: 1:5 (Torschütze für Kamerun: Aboubakar/43.)
- während des Trainingslagers vom 20. bis 31. Mai in Kufstein:[3]
  - 26. Mai gegen Mazedonien: 2:0 (Torschützen: Webó/52. und Choupo-Moting/85.)
  - 29. Mai erstmals gegen Paraguay: 1:2 (Torschütze für Kamerun: Choupo-Moting/74.)
- 01. Juni in Mönchengladbach gegen Deutschland: 2:2 (Torschützen für Kamerun: Eto’o/62. und Choupo-Moting/78.)
- 07. Juni in Yaoundé erstmals gegen Moldau: 2:2 (Torschütze: Salli/30.)

## Endrunde

### Kader
Am 12. Mai wurde der vorläufige Kader mit 28 Spielern benannt, der noch auf 23 Spieler reduziert und von der FIFA bestätigt werden musste. 17 Spieler standen schon im 2010er WM-Kader, als Kamerun in der Vorrunde ausschied. Für Rekordtorschütze Samuel Eto’o war es die vierte Endrundenteilnahme. Er konnte den Rekord von Rigobert Song einstellen, der bei vier Teilnahmen neun Spiele machte, aber aufgrund einer Verletzung nur ein Spiel machen.
| Nr.               | Name                     | Verein vor WM-Beginn      | Länderspiel- einsätze * | Länderspiel- tore * | Geburtstag        | Spiele   | Tore     |          |          |          | WM-Teilnahmen    | WM-Spiele (insgesamt) | WM-Tore (insgesamt) |
| Torhüter          | Torhüter                 | Torhüter                  | Torhüter                | Torhüter            | Torhüter          | Torhüter | Torhüter | Torhüter | Torhüter | Torhüter | Torhüter         | Torhüter              | Torhüter            |
| ----------------- | ------------------------ | ------------------------- | ----------------------- | ------------------- | ----------------- | -------- | -------- | -------- | -------- | -------- | ---------------- | --------------------- | ------------------- |
| 01                | Loïc Feudjou             | Cotonsport GarouaM*       | 002                     | 0                   | 14. April 1992    | 0        | 0        | 0        | 0        | 0        |                  |                       |                     |
| 16                | Charles Itandje          | Torku Konyaspor           | 009                     | 0                   | 2. November 1982  | 3        | 0        | 0        | 0        | 0        |                  |                       |                     |
| 23                | Sammy N’Djock            | FethiyesporA2             | 003                     | 0                   | 25. Februar 1990  | 0        | 0        | 0        | 0        | 0        |                  |                       |                     |
| Abwehrspieler     |                          |                           |                         |                     |                   |          |          |          |          |          |                  |                       |                     |
| 02                | Benoît Assou-Ekotto      | Queens Park Rangers*      | 022                     | 0                   | 24. März 1984     | 2        | 0        | 0        | 0        | 0        | 2010             | 3                     | 0                   |
| 12                | Henri Bedimo             | Olympique Lyon            | 031                     | 0                   | 4. Juni 1984      | 1        | 0        | 0        | 0        | 0        |                  |                       |                     |
| 14                | Aurélien Chedjou         | Galatasaray IstanbulP     | 030                     | 01                  | 20. Juni 1985     | 2        | 0        | 0        | 0        | 0        | 2010             | 1                     | 0                   |
| 04                | Cédric Djeugoué          | Cotonsport GarouaM*       | 003                     | 0                   | 28. August 1992   | 1        | 0        | 0        | 0        | 0        |                  |                       |                     |
| 03                | Nicolas N’Koulou         | Olympique Marseille       | 048                     | 0                   | 27. März 1990     | 2        | 0        | 0        | 0        | 0        | 2010             | 3                     | 0                   |
| 05                | Dany Nounkeu             | Beşiktaş Istanbul         | 015                     | 0                   | 11. April 1986    | 2        | 0        | 1        | 0        | 0        |                  |                       |                     |
| 22                | Allan Nyom               | FC Granada                | 010                     | 0                   | 10. Mai 1988      | 1        | 0        | 0        | 0        | 0        |                  |                       |                     |
| Mittelfeldspieler |                          |                           |                         |                     |                   |          |          |          |          |          |                  |                       |                     |
| 18                | Eyong Enoh               | Medical Park AntalyasporA | 036                     | 02                  | 23. März 1986     | 3        | 0        | 1        | 0        | 0        | 2010             | 2                     | 0                   |
| 11                | Jean Makoun              | Stade RennesP             | 067                     | 05                  | 29. Mai 1983      | 1        | 0        | 0        | 0        | 0        | 2010             | 3                     | 0                   |
| 21                | Joel Matip               | FC Schalke 04             | 023                     | 0                   | 8. August 1991    | 2        | 1        | 0        | 0        | 0        | 2010             | 1                     | 0                   |
| 17                | Stéphane Mbia            | FC SevillaE               | 049                     | 03                  | 20. Mai 1986      | 3        | 0        | 1        | 0        | 0        | 2010             | 3                     | 0                   |
| 07                | Landry N’Guémo           | Girondins Bordeaux        | 040                     | 02                  | 28. November 1985 | 1        | 0        | 0        | 0        | 0        | 2010             | 1                     | 0                   |
| 20                | Edgar Salli              | RC Lens*                  | 009                     | 01                  | 17. August 1992   | 2        | 0        | 1        | 0        | 0        | 2010             | 3                     | 0                   |
| 06                | Alex Song                | FC BarcelonaP             | 047                     | 0                   | 9. September 1987 | 2        | 0        | 0        | 0        | 1        | 2010             | 1                     | 0                   |
| Stürmer           |                          |                           |                         |                     |                   |          |          |          |          |          |                  |                       |                     |
| 10                | Vincent Aboubakar        | FC Lorient                | 025                     | 02                  | 22. Januar 1992   | 2        | 0        | 0        | 0        | 0        | 2010             | 2                     | 0                   |
| 13                | Eric Maxim Choupo-Moting | 1. FSV Mainz 05           | 026                     | 13                  | 23. März 1989     | 3        | 0        | 0        | 0        | 0        | 2010             | 2                     | 0                   |
| 09                | Samuel Eto’o             | FC Chelsea                | 114                     | 55                  | 10. März 1981     | 1        | 0        | 0        | 0        | 0        | 1998, 2002, 2010 | 7                     | 3                   |
| 08                | Benjamin Moukandjo       | AS Nancy*                 | 017                     | 02                  | 12. November 1988 | 3        | 0        | 0        | 0        | 0        |                  |                       |                     |
| 19                | Fabrice Olinga           | SV Zulte Waregem          | 008                     | 01                  | 12. Mai 1996      | 0        | 0        | 0        | 0        | 0        |                  |                       |                     |
| 15                | Pierre Webó              | Fenerbahçe IstanbulM      | 055                     | 19                  | 20. Januar 1982   | 3        | 0        | 0        | 0        | 0        | 2010             | 2                     | 0                   |

(*) angegeben sind nur die Spiele und Tore, die vor Beginn der Weltmeisterschaft absolviert bzw. erzielt wurden (Quelle: FIFA Stand: 16. Mai 2014), aktualisiert nach den Spielen gegen Mazedonien am 26. Mai 2014, Paraguay am 29. Mai 2014, Deutschland am 1. Juni 2014 und Moldau am 7. Juni 2014.
1. ↑  Spieler ohne Nummer standen nur im vorläufigen Kader.
2. ↑  E = Der Verein wurde in der Saison 2013/14 Europa-League-Sieger, M = Der Verein wurde in der Saison 2013/14 Meister seines Landes, M* = Der Verein wurde in der Saison 2013 Meister seines Landes (die aktuelle Saison läuft noch), A = Der Verein stieg aus der höchsten Liga des Landes ab, A2 = Der Verein stieg aus der zweithöchsten Liga des Landes ab, P = Der Verein wurde in der Saison 2013/14 Pokalsieger, * = Der Verein spielt in der zweithöchsten Liga seines Landes.

### Gruppenphase
Bei der am 6. Dezember 2013 vorgenommenen Auslosung der Endrunde wurde Kamerun der Gruppe A mit Gastgeber und Gruppenkopf Brasilien sowie Kroatien und Mexiko zugelost.
Gegen Brasilien spielte Kamerun auch in der WM-Vorrunde 1994 sowie in den Konföderationen-Pokal Vorrunden 2001 und 2003. Die Bilanz gegen Brasilien vor der WM war mit einem Sieg und drei Niederlagen negativ. Gegen Mexiko gab es zuvor erst ein Freundschaftsspiel, das am 22. September 1993 in Los Angeles mit 0:1 verloren wurde. Gegen Kroatien hatte Kamerun vor der WM noch nie gespielt.
Mannschaftsquartier war das Sheraton Vitória in Vitória.
| Pl.                  | Land      | Sp. | S | U | N | Tore    | Diff. | Punkte |
| -------------------- | --------- | --- | - | - | - | ------- | ----- | ------ |
| 1.                   | Brasilien | 3   | 2 | 1 | 0 | 007:200 | +5    | 07     |
| 2.                   | Mexiko    | 3   | 2 | 1 | 0 | 004:100 | +3    | 07     |
| 3.                   | Kroatien  | 3   | 1 | 0 | 2 | 006:600 | ±0    | 03     |
| 4.                   | Kamerun   | 3   | 0 | 0 | 3 | 001:900 | −8    | 0      |
| Stand: 23. Juni 2014 |           |     |   |   |   |         |       |        |

- Fr., 13. Juni 2014, 13:00 Uhr (18:00 Uhr MESZ) in Natal
 Mexiko –  Kamerun 1:0 (0:0)
- Mi., 18. Juni 2014, 18:00 Uhr (24:00 Uhr MESZ) in Manaus
 Kamerun –  Kroatien 0:4 (0:1)
- Mo., 23. Juni 2014, 17:00 Uhr (22:00 Uhr MESZ) in Brasília
 Kamerun –  Brasilien 1:4 (1:2)

Kamerun hatte vor der WM noch nie in Brasilien gespielt.
Bereits nach dem 0:4 gegen die kroatische Mannschaft hatte Kamerun keine Chance mehr die K.-o.-Runde zu erreichen.

## Sportliche Auswirkungen
In der FIFA-Weltrangliste kletterte Kamerun trotz der drei Vorrundenniederlagen und des damit verbundenen Punktverlustes (−38 Punkte) um drei Plätze von Platz 56 auf Platz 53, was im Wesentlichen darauf zurückzuführen ist, das zuvor besser platzierte Mannschaften nicht spielten und Punkte aus zurückliegenden Jahren verloren.
Alex Song wurde aufgrund seines Platzverweises im zweiten Gruppenspiel für drei Spiele gesperrt. Da Kamerun ausschied, mussten die restlichen zwei Spielsperren bei den nächsten offiziellen Länderspielen verbüßt werden. Nachdem er nicht für den Afrika-Cup 2015 berücksichtigt worden war, trat er aus der Nationalmannschaft zurück.

## Rücktritte
Am 27. August erklärte Samuel Eto’o seinen Rücktritt aus der Nationalmannschaft.